# John Marshall Stone
John Marshall Stone, född 30 april 1830 i Gibson County, Tennessee, död 26 mars 1900 i Holly Springs, Mississippi, var en amerikansk demokratisk politiker. Han var Mississippis guvernör 1876–1882 och 1890–1896.
Stone arbetade som lärare i Tennessee och flyttade därifrån vidare till Mississippi. År 1869 blev han invald i Mississippis senat.
Stone efterträdde 1876 Adelbert Ames som Mississippis guvernör och efterträddes 1882 av Robert Lowry. År 1890 tillträdde han på nytt som guvernör och efterträddes 1896 av Anselm J. McLaurin.
Stone tillträdde 1899 som rektor för Mississippi Agricultural & Mechanical College (senare namn Mississippi State University). Han avled år 1900 och gravsattes på Oak Grove Cemetery i Iuka.